# Loren Lester
Loren Lester, född 4 oktober 1960 i Los Angeles, Kalifornien, är en amerikansk skådespelare och röstskådespelare som är känd för att göra rösten till Dick Grayson/Robin och Nightwing. Han är far till skådespelerskan och sångerskan Julia Lester.